# Turícke dubiny
Turícke dubiny jsou přírodní rezervace v katastrálním území obce Turík v okrese Ružomberok v Žilinském kraji na Slovensku. Území bylo vyhlášeno v roce 1993 a jeho rozloha je 19,02 hektaru. Předmětem ochrany je lokalita s posledním rozsáhlejším výskytem původních dubových lesů v Liptovské kotlině, která je zároveň nejsevernější hranicí výskytu dubu letního na Slovensku.